# Leliëndaal
Leliëndaal was een koffieplantage aan de Commewijnerivier in het district Commewijne in Suriname. Zij lag rechts bij het opvaren, stroomafwaarts naast plantage Ellen en stroomopwaarts naast plantage Visserszorg.

## Geschiedenis

### Achttiende en negentiende eeuw
De grond voor de plantage werd in 1744 uitgegeven aan Anna Brians, weduwe van  Cornelis Denis. Zij had de plantage niet lang in bezit. Willem Hendrik Aardewijn werd de nieuwe eigenaar. De plantage werd door de slaven naar hem vernoemd: Addowien. Hij was ook eigenaar van de koffieplantage Rustenburg aan de boven-Commewijne. Aardewijn overleed in 1750. Zijn echtgenote, die in 1749 samen met hun dochtertje Sara naar Amsterdam was vertrokken, kwam in 1750 terug naar Suriname om de zaken over te nemen. In 1752 hertrouwde zij met Augustin St. Aubin uit Luxemburg, onder-luitenant in het leger van de ad-interim gouverneur Hendrik Ernest Baron von Spörckle. Het tweede huwelijk heeft maar kort geduurd; beiden overleden in 1753. Het bezit ging over naar hun dochter Sara Maria.
In 1770 werd het achterland van Leliëndaal uitgegeven, waardoor de totale oppervlakte 1000 akkers werd. Amadeus Sugnens en Nicolaas Guisan waren toen de eigenaren. Sugnens was een predikant van de Waalse gereformeerde gemeente. Hij was afkomstig uit Moudon in Zwitserland en begon zijn werkzaamheden in Suriname in 1770. Hij overleed in 1773 aan boord van een schip op reis naar Amsterdam. Nicolaas Guisan arriveerde in 1759 in Suriname. Hij was in dienst van het Amsterdamse negociatiefonds van Clifford & Chevalier als administrateur van de plantages Le Mât Rouge aan de Perica, Mijn Geluk aan de Orleane, La Nouvelle Espérance aan de Cottica, en Groot-Chattillon aan de Surinamerivier. Ook was hij beëdigd priseur, iemand die de waarde van de plantage als onderpand voor een lening vaststelde. Daarnaast was hij deeleigenaar van de plantages Leliëndaal, en de suikerplantages Accaribo en La Liberté. In 1781 waren Guisan en Rosa Du Toit-Sugnens, de zuster van Amadeus Sugnens, ieder voor de helft eigenaar. Zij is nooit in Suriname geweest.
Leliëndaal kwam vervolgens in bezit van het negotiatiefonds van P. de Wolff. Blijkbaar besloot het fonds om de plantage niet te veilen, maar om deze zelf te draaien. In 1833 werd Leliëndaal toch geveild. J. Leach kocht de plantage en beheerde haar zelf. Hij was ook eigenaar en beheerder van de suikerplantage Belwaarde aan de Surinamerivier, en de verlaten plantages Maria’s Lust en Crommelinsgift aan de Tapoeripakreek.
De volgende eigenaar was de koopman en planter Alexander Macintosh uit Inverness in Schotland. Hij had ook in Coronie bezittingen: de naast elkaar gelegen plantages John, Totness (waar later de hoofdplaats van Coronie ontstond), Friendship en Bantaskine. In 1846 schonk hij vier hectare aan de Evangelische Broedergemeente Suriname. In 1848 verplaatsten de broeders een winkel uit de stad naar Leliëndaal en richtten het in tot woon- en vergadergebouw. Vanuit dit centrum werden 10 plantages bezocht.

### Contractarbeid

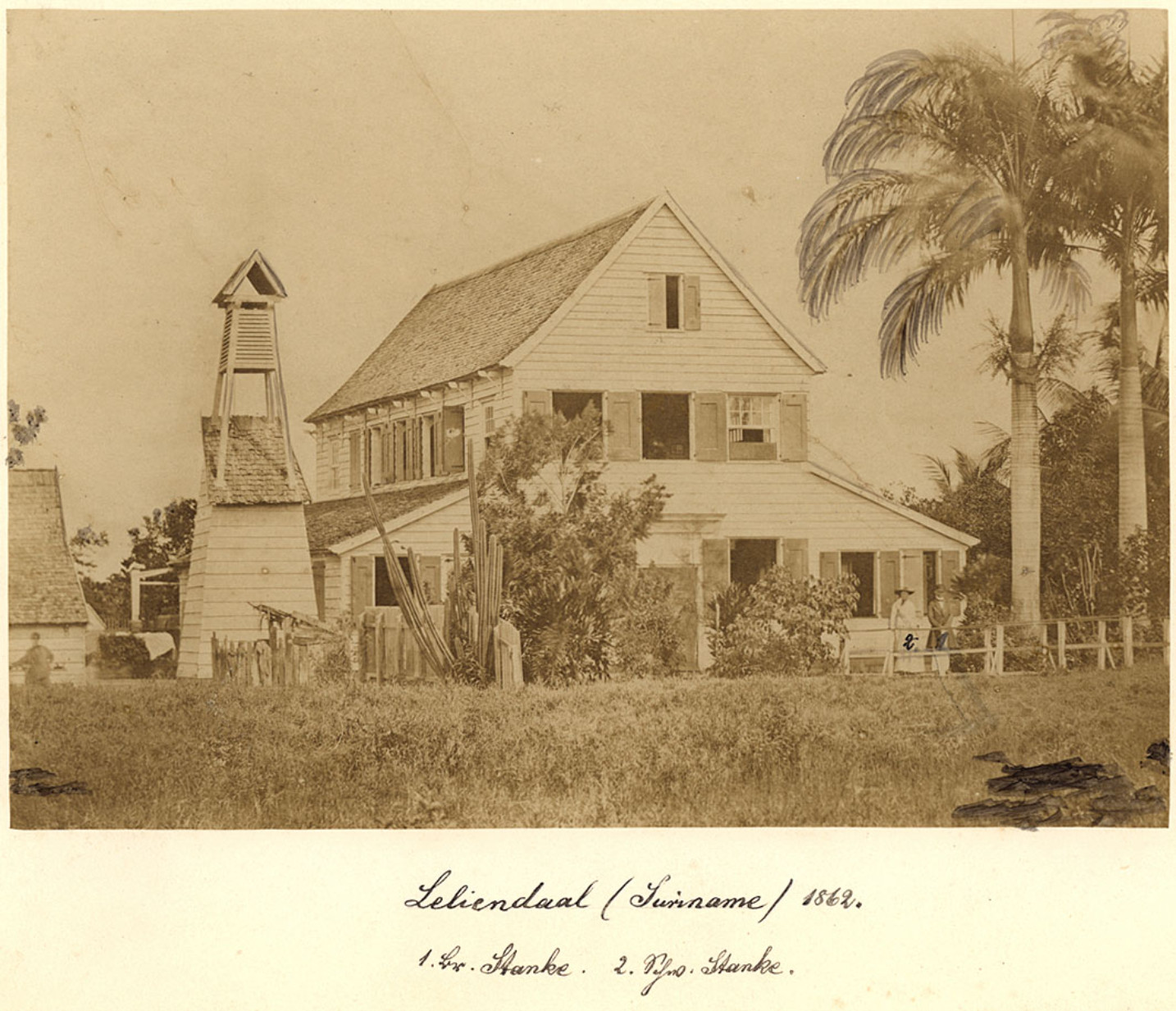
Ansicht von Leliendal in Suriname mit Abbildung des Missionsehepaars Stanke, 1862 (Bron: uniteitsarchief Herrnhutters)

Na de emancipatie schakelde Leliëndaal over op contractarbeid. De gekerstende ex-slaven trokken weg van de plantages en gingen vooral in de stad wonen. Hun plaats op de plantages werd ingenomen door Aziatische contractanten. Vanwege taalproblemen en cultuurverschillen kreeg de EBGS aanvankelijk nauwelijks contact met deze groep. In 1890 werd daarom Leliëndaal opgeheven als hoofdvestiging. In de periode 1880-1929 werden er 234 Brits-Indische en 391 Javaanse arbeiders aangenomen. Overigens werkten niet alle arbeiders op Leliëndaal zelf. De plantage vormde vanaf 1896 een alliantie met buurplantage Ellen.

### Twintigste eeuw

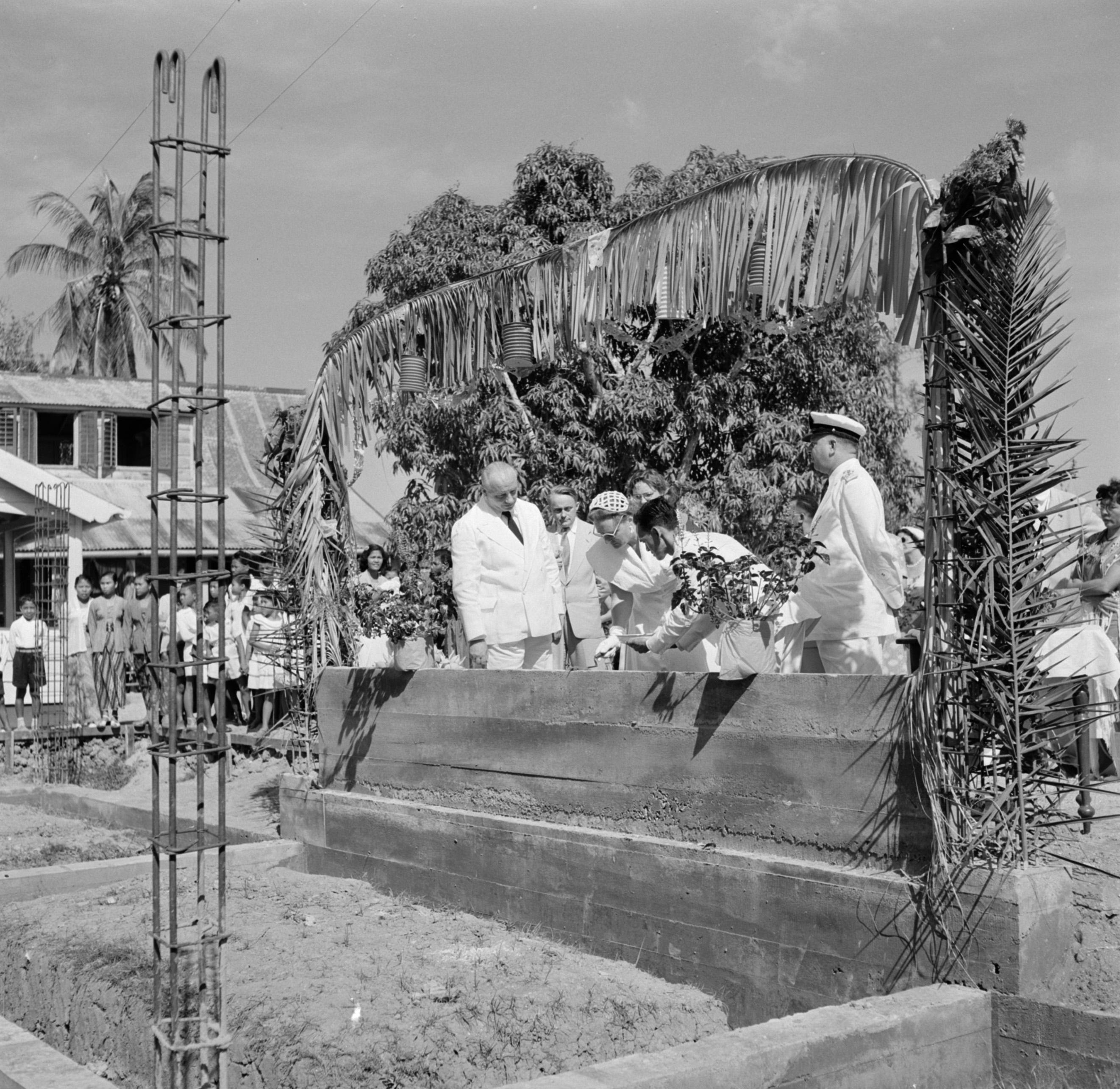
Koningin Juliana legt de eerste steen voor kindertehuis Leliëndaal in 1955.

In 1908 omvatte de Cultuur Onderneming Leliëndaal de buurplantages Leliëndaal en Ellen, in totaal 511 hectare. In 1925 werd Leliëndaal aangekocht door de Cultuur Maatschappij Sorgvliet. De Cultuur Maatschappij Sorgvliet was sinds 1896 eigenaar van de plantages Sorgvliet en kocht later Visserszorg, Leliëndaal en Ellen aan. Plantage Ellen werd omstreeks 1904 weer verkocht aan de Suikeronderneming Marienburg. De eerste drie genoemde plantages vormden tot omstreeks 1960 een groot koffiebedrijf met een verwerkingsfabriek op Sorgvliet. Op alle drie plantages zijn nog oude sawahs te zien waarop de contractarbeiders rijst mochten verbouwen. Toen na omstreeks 1960 de koffieprijs sterk daalde, werden de koffievelden gedeeltelijk omgezet in citrus aanplant. Tot ongeveer 1970 exporteerde de Maatschappij als lid van de Coöperatieve Organisatie van Citrusverbouwers vooral sinaasappelen. Rond 1970 werd de concurrentie te groot en zette de neergang van de citruscultuur in. In 1978 werden de plantages verkocht aan De Ploeg nv, die sindsdien te Leliëndaal een slachtveebedrijf exploiteert.
Op een gedeelte van de plantage dat aan de Evangelische Broedergemeente was verkocht heeft deze organisatie een kindertehuis, waar kinderen worden opgevangen uit gebroken gezinnen of die om andere redenen niet thuis kunnen wonen. In de jaren '50 van de twintigste eeuw waren de oorspronkelijke gebouwen te bouwvallig geworden en werd architect Peter Nagel ingeschakeld om een nieuw meisjeshuis te ontwerpen, dit werd in 1956 geopend. Vijf jaar later volgde ook een nieuw onderkomen voor de jongens.
A la bonne heure · Anna's Zorg · Akkerboom · Alliance · Alkmaar · Andresa · Auka · Andreesgift · Bantaskine · Barbados · Batavia · Beekenhorst · Belladrum · Bellevue · Belwaarde · Beninenburg · Berg en Dal · Bergen op Zoom · Berlijn (Commewijne) · Berlijn (Para) · Bethlehem · Boksweide · Boston · Botany Bay · Boxel · Bronswijk · Brouwerslust · Bruinendaal · Bucklebury · Buitenrust · Burnside · Cadrosspark · Caledonia · Campenburg · Cannewapibo · Catharina Sophia · Clevia  · Cliffort-Kokshoven · Clyde · Concordia · Concordia en een Kwart Lot · Courcabo · De Dageraad · De Goede Vriendschap · De Resolutie · De Vier Hendrikken · Diamond · Dijkveld · Domburg · Dordrecht · Eendragt · Elisabeth's Hoop · Ellen · L'Espérance (Nickerierivier) · L'Espérance (Surinamerivier) · Esthersrust · Fairfield · Fortuin · Flora · Florentia · Frederiksburg · Frederiksdorp · Frederikslust · Geertruidenberg · Geyersvlijt · Glensander · Gloria · Groot Chatillon · Groot Marseille · Guadeloupe · Hague · Hamburg · Hamilton · Hamptoncourt · Hannover · Hazard · Hebron · Hecht en Sterk · Hooyland · Hope · Houttuin · Huntly · Huwelijkszorg · Inverness · Jagtlust · Jodensavanne · Johan & Margaretha · Johanna Catharina · Johanna Maria · Johannesburg · John · Katwijk · Kent · Kerkshoven · Killenstein · Klein Bellevue · Kleinhoop · Krappahoek · Kroonenburg · Kwatta · La Jalousie · La Prosperité · La Rencontre · La Ressource (Saramacca) · La Ressource (Surinamerivier) · La Singularité · Laarwijk · Leasowes · Leliëndaal · Leonsberg · Livorno · Longmay · Lunenburg · Lust en Rust · Lustrijk · Maasstroom · Margarethenburg · Maria Petronella · Mariënbosch · Mariënburg · Margaretha's Gift · Mary's Hope · Meerzorg · Merveille · Moed en Kommer · Mon Bijou · Mon Souci · Mon Trésor · Monnikendam · Mopentibo · Morgenster · Moy · Nieuw Mocha · Nieuwzorg · Nieuwe Aanleg · De Nieuwe Grond · Nijd en Spijt · Novar · Nursery · Nut en Schadelijk · Onoribo · Onverwacht · Oranibo · Ornamibo · Overbrug · Overtoom 
· Oxford · Palestina · Paradise · Persévérance · Petersburg · Picardië · Peperpot · Pieterszorg · Plaisance · Poelwijk · Potosie · Purmerend · Reijnsdorp · Reijnsfort · Rijnberk · Roosenburg · Rorac · Rust en Werk · Rustenburg · Saltzhalen · Sans Souci · Saphir · Sarah · Sardam · Schaapstede · Schoonoord · Sinabo en Gelre · Sint Barbara · Sint Eustatius · Slootwijk · Sorgvliet · Spieringshoek · Standvastigheid · Suidwijn · Suzanna's Daal · Toevlugt (Surinamerivier) · Tout Lui Faut · Toledo · Totness · Tyronne · 't Vertrouwen · Victoria · Vierkinderen · Visserszorg · Voorburg · Voorzorg (Saramacca) · Vossenburg · Vredenburg · Vriendsbeleid en Ouderzorg · Vreeland · Waltonhall · Waldijk · Waterloo · Wederzorg · Welbedacht · Welgelegen (Commewijne) · Welgelegen (Coronie) · Welgevallen · Weltevreden · Wolffs Capoerica · Wolfenbüttel · 't Ylant · Zoelen · Zorg en Hoop (hout) · Zorg en Hoop (indigo) · Zorg en Hoop (katoen) · Zorg en Hoop (suiker)